# 前543年
| 千纪： | 前1千纪 |
| 世纪： | 前7世纪 \| 前6世纪 \| 前5世纪 |
| 年代： | 前570年代 \| 前560年代 \| 前550年代 \| 前540年代 \| 前530年代 \| 前520年代 \| 前510年代 |
| 年份： | 前548年 \| 前547年 \| 前546年 \| 前545年 \| 前544年 \| 前543年 \| 前542年 \| 前541年 \| 前540年 \| 前539年 \| 前538年                                                                            |
| 纪年： | 周景王二年 魯襄公三十年 齐景公五年 晋平公十五年 秦景公三十四年 宋平公三十三年 楚郏敖二年 卫襄公元年 陈哀公二十六年 蔡景侯四十九年 曹武公十二年 郑简公二十三年 燕惠公二年 吴王馀眛元年 杞文公七年 |

## 大事記
- 吳王餘眛即位。
- 蔡國太子般娶楚女，其父蔡景侯與她私通。太子般殺父嗣位，是為蔡靈侯。
- 鄭國內亂，大夫良霄被逐，奔許國，偷偷回国，事泄，被殺。
- 楚國令尹王子圍殺大司馬蒍掩，取其家產。
- 宋國大火，宋共姬死於難。
- 晉國會齊國、宋國、魯國、衛國、鄭國、曹國、莒國、邾國、滕國、薛國、杞國、小邾國在澶淵会盟，謀救宋災。

## 逝世
- 公元1950年，首届“世界佛教徒友谊会”于科伦坡举办。会中议决：佛陀去世于公元前543年。即佛历元年。
- 宋共姬
- 王子佞夫
- 蒍掩
- 良霄
- 蔡景侯